# Sheriff (Unternehmen)
Sheriff (kyrillisch Шериф; auch Șerif) ist ein Unternehmen in der Republik Moldau. Es ist das größte Unternehmen in dem international nicht anerkannten De-facto-Regime Transnistrien. Sheriff wurde im Juni 1993 von Victor Gușan und Ilja Kasmaly, zwei KGB-Agenten, gegründet und erhielt seinen Namen nach eigenen Angaben in Anlehnung an die frühere Tätigkeit der Unternehmensgründer als Polizisten.
Sheriff ist in zahlreichen Bereichen der transnistrischen Privatwirtschaft aktiv und erlangte aufgrund seiner wirtschaftlichen Potenz zunehmenden Einfluss auf die transnistrische Politik, im Jahr 2020 war auch von einer Quote von 60 % der Wirtschaft der Republik die Rede.
Einige Quellen behaupteten, das Unternehmen gehöre in Wirklichkeit dem ehemaligen transnistrischen Präsidenten Igor Smirnow und diene vorrangig dem Zweck der Geldwäsche.
Zum Sheriff-Konzern gehören unter anderem auch der Spirituosenhersteller Kvint und das Telekommunikationsunternehmen Interdnestrkom.

## Unternehmen

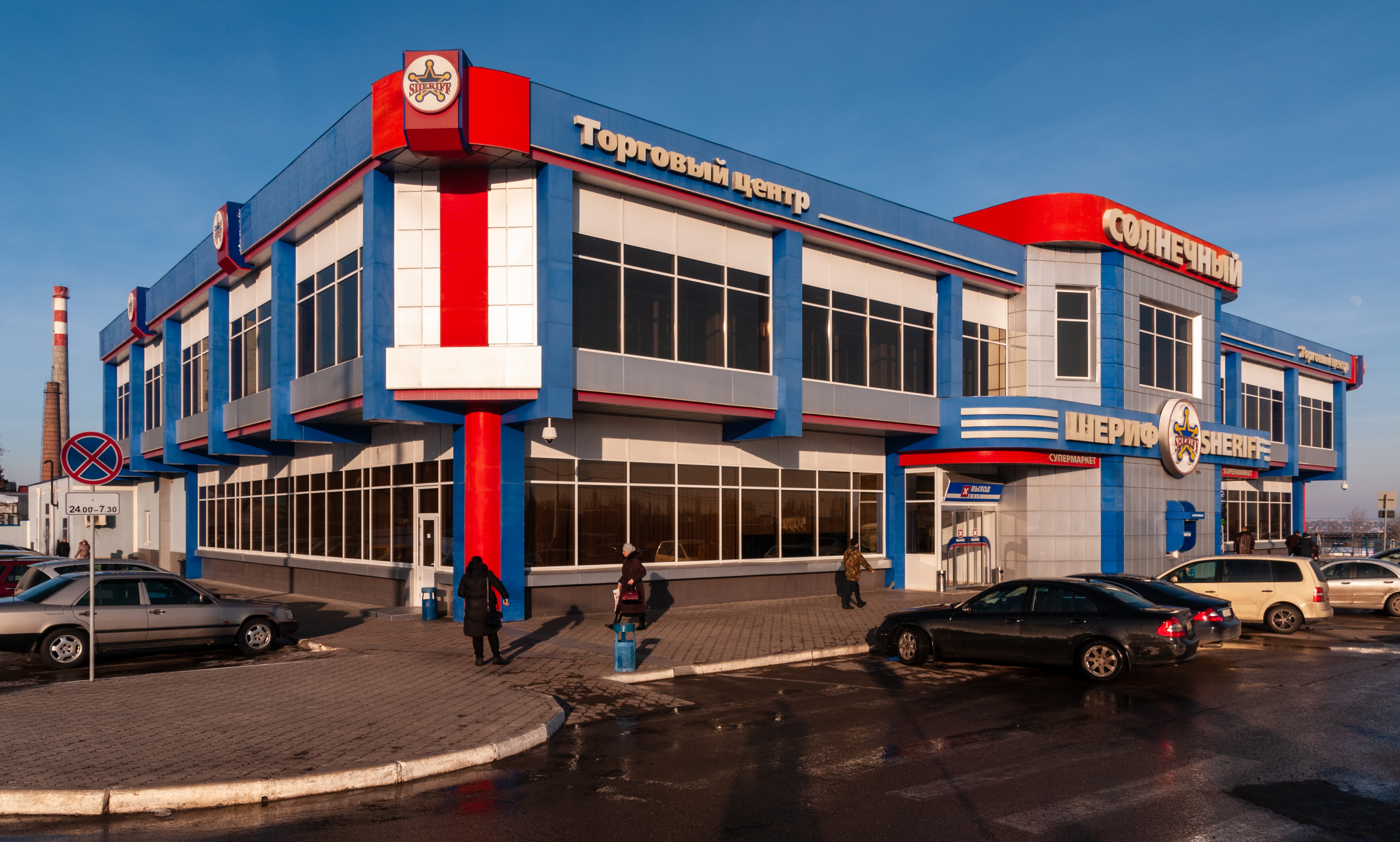
Ein Sheriff-Supermarkt in der Stadt Bender

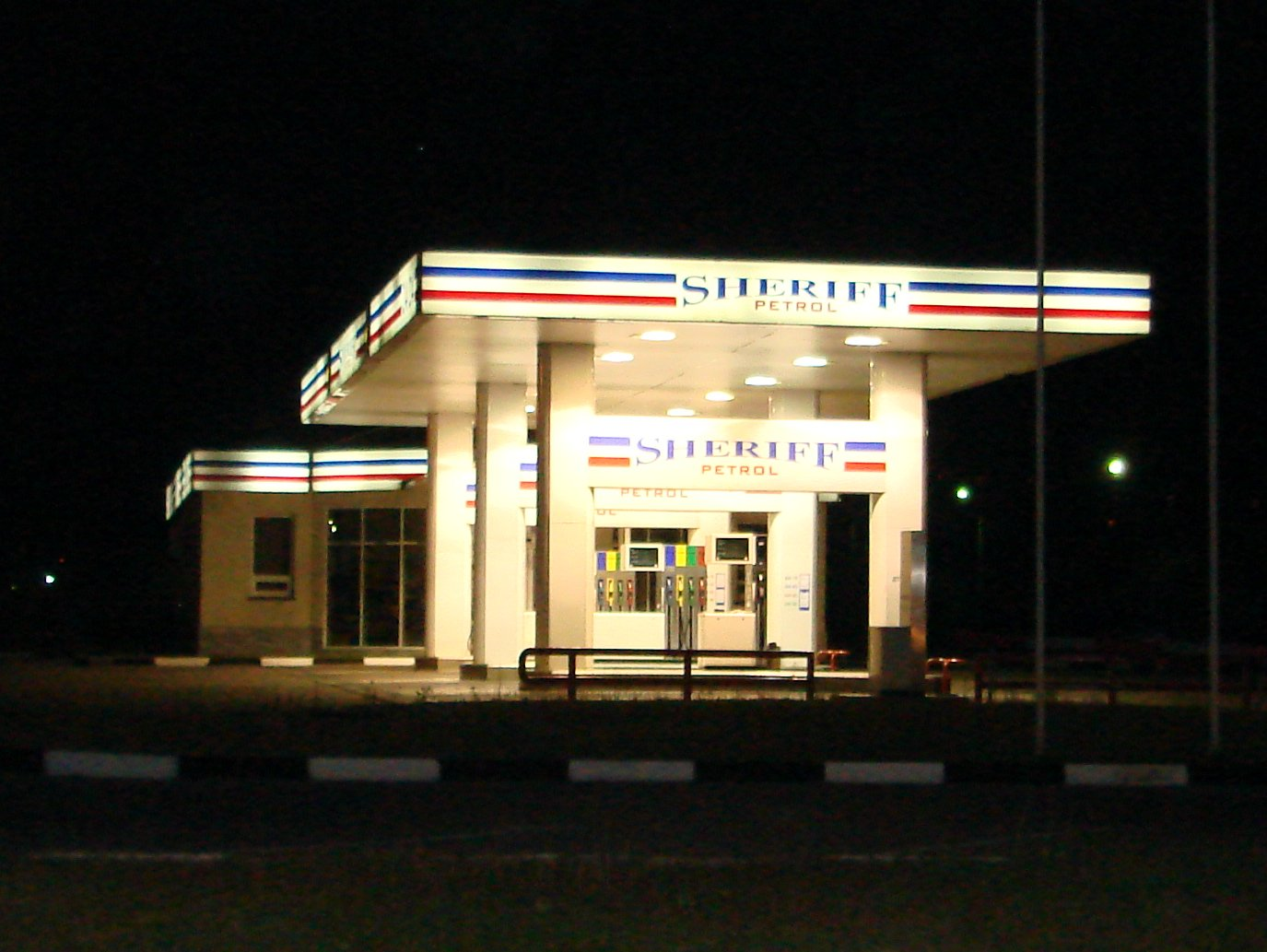
Eine Sheriff-Tankstelle bei Tiraspol

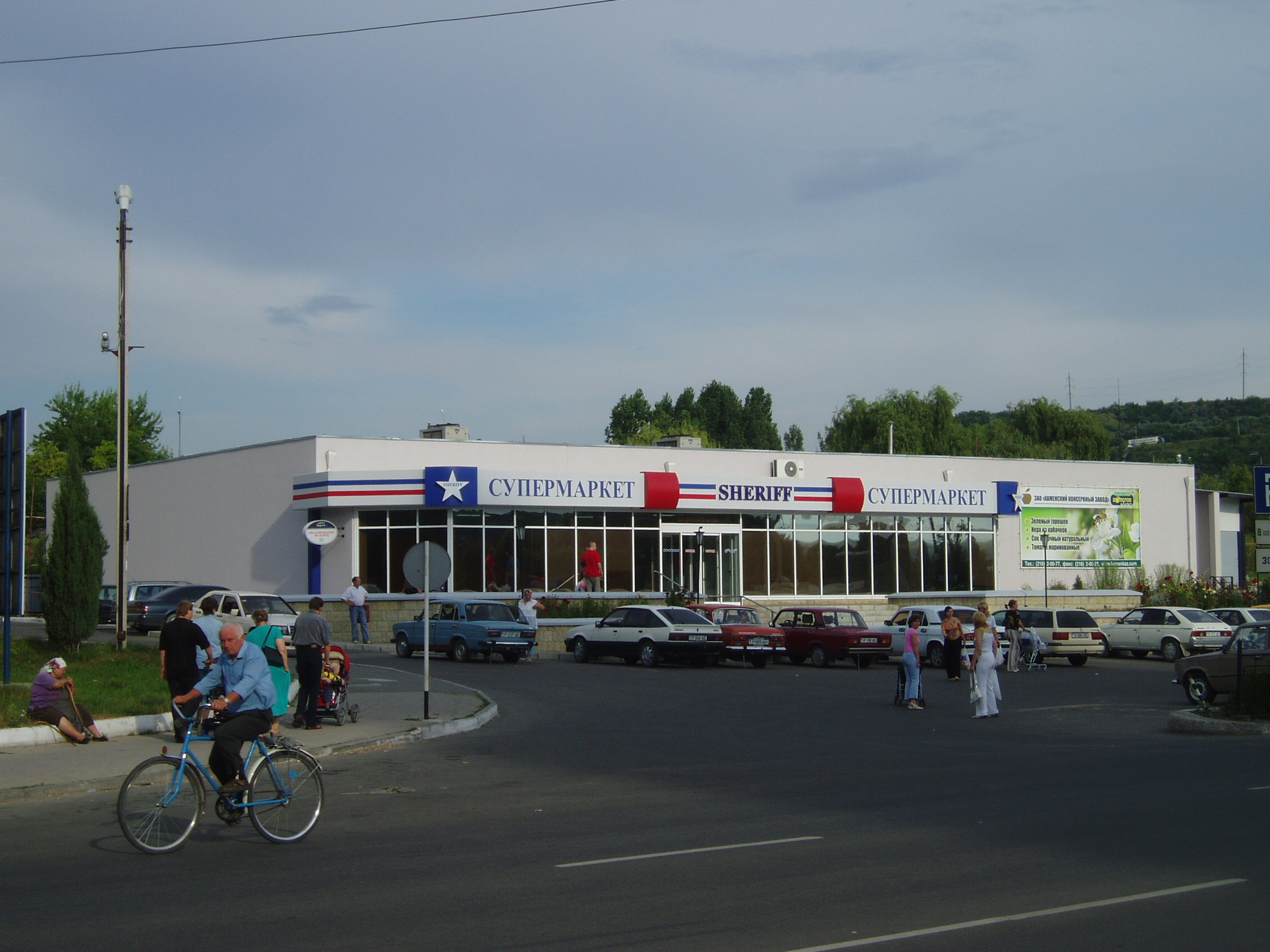
Ein Sheriff-Einkaufszentrum in Rîbnița

Sheriff besitzt eine Tankstellenkette, eine Supermarktkette, den Fernsehsender TSW, ein Verlagshaus, eine Wohnungsbaugesellschaft, betreibt seit 1999 die transnistrische Mercedes-Benz-Niederlassung, die Werbeagentur Ekskljusiv, die Likörfabrik Kvint, zwei Großbäckereien und den einzigen Mobilfunkbetreiber Transnistriens, die Interdnestrcom. Den Gründern des Konzerns gehört außerdem der international bekannte Fußball-Verein FC Sheriff Tiraspol, dessen für 200 Millionen US-Dollar neu erbautes Stadion mit integriertem Luxus-Hotel wiederum von Sheriff betrieben wird. Sheriff hält außerdem als Betreiber des Tiraspoler Kasinos faktisch das Glücksspielmonopol in Transnistrien und ist über Unternehmensbeteiligungen auch im Bankensektor aktiv.
Die Dachgesellschaft des Unternehmens firmiert als ЗАО, was sich mit „Geschlossene Aktiengesellschaft“ übersetzen lässt und in etwa einer deutschen GmbH entspricht. Zahlen zu Gewinn und Umsatz waren bis 2012 nicht veröffentlicht worden, nach eigenen Angaben beschäftigte Sheriff damals insgesamt rund 12.500 Menschen, den Großteil davon in der Nahrungs- und Genussmittelproduktion. Im 2020 gab die Nowaja Gaseta die Anzahl Beschäftigter mit 15.000 bis 16.000 an. Landesweit wurden 2006 13 Supermärkte bzw. Einkaufszentren und 10 Tankstellen betrieben. Setzt man diese Zahlen mit der vergleichsweise geringen Einwohnerzahl Transnistriens (2004: 555.347) in Beziehung, erklärt sich zumindest statistisch die dominierende Stellung Sheriffs für die transnistrische Wirtschaft.

## Politische Beziehungen
Die weitgehende internationale Isolierung Transnistriens begünstigte die Entwicklung Sheriffs zum dominierenden Unternehmen des „Staates“ und seiner Monopolstellung in vielen Bereichen der Ökonomie. Es entstand (zumindest zeitweise) ein gegenseitiges Abhängigkeitsverhältnis zwischen Präsident Igor Smirnow und Sheriff, in der das Unternehmen die Politik der Regierung finanziell unterstützte und die Regierung dem Unternehmen im Gegenzug weitreichende Steuer- und Zollvergünstigungen gewährte. Bemerkenswert erscheint in diesem Zusammenhang vor allem, dass die Zollbehörde vom Sohn des Präsidenten, Wladimir Smirnow, geleitet wird, dem ebenfalls nachgesagt wird, finanziell am Unternehmen beteiligt zu sein. Sheriff kam im Jahr 2020 mit seinen Steuern für mindestens 50 Prozent des Staatsbudgets auf.
Einige Jahre wirkte sich jedoch der ungeklärte Status Transnistriens negativ auf das Wachstum der Sheriff-Gruppe aus, so dass das Unternehmen begann, die im Jahr 2000 gegründete Partei „Erneuerung“ zu unterstützen, die sich neben dem Ziel einer Unabhängigkeit Transnistriens vor allem für die Interessen der Wirtschaft einsetzt. Inzwischen sind sowohl der Sheriff-Gründer Kazmaly als auch die Personalchefin Ilona Tjurjajewa Parlaments-Abgeordnete für die Partei „Erneuerung“. Oleg Smirnow, ein weiterer Sohn des Präsidenten und ebenfalls Parlamentsabgeordneter, ist wiederum Mitglied in der Unternehmensleitung von Sheriff.
Begünstigt durch die Kontrolle des transnistrischen Mobilfunknetzes und des Fernsehsenders TSW konnte Sheriff seinen Einfluss auf die Politik des Staates weiter ausbauen. Die von ihm unterstützte Partei „Erneuerung“ errang bei den Parlamentswahlen 2005 schließlich 23 der 43 Sitze und damit die absolute Mehrheit. Infolge des Wahlsieges wurde der langjährige Parlamentspräsident Grigori Marakuza durch Jewgeni Schewtschuk ersetzt, den Sheriff-nahen Vorsitzenden der Erneuerungspartei.
Aus Angst vor einem Machtverlust warf Präsident Smirnow daraufhin Schewtschuk und Sheriff vor, einen Staatsstreich vorzubereiten. Behauptet wurde, Sheriff betreibe den Wiederanschluss Transnistriens an Moldawien und habe hierfür vom Mutter- bzw. Nachbarland weitreichende wirtschaftliche Vorteile zugesichert bekommen. Die Vorwürfe wurden von Sheriff energisch bestritten und in diesem Zusammenhang die eigenen Interessen an einer politischen Unabhängigkeit Transnistriens bekräftigt. In der öffentlich geführten Auseinandersetzung zwischen Sheriff und Smirnow erhielt Smirnow schließlich die Unterstützung der russischen Regierung.